# Denis Muzet
 (mars 2019).
Si vous disposez d'ouvrages ou d'articles de référence ou si vous connaissez des sites web de qualité traitant du thème abordé ici, merci de compléter l'article en donnant les références utiles à sa vérifiabilité et en les liant à la section « Notes et références ».
Denis Muzet, né en 1951, est un sociologue français spécialisé en sociologie des médias et du politique.

## Biographie
Denis Muzet, né en 1951, est un sociologue français spécialisé en sociologie des médias et du politique. Observateur de l’impact du discours public, il dirige l’Institut Médiascopie. Diplômé de l’Institut d’études politiques de Strasbourg, il est maître-assistant à l’Institut de psychologie sociale de l’Université de Strasbourg, auprès d’Abraham Moles, de 1972 à 1979. En 1982, il crée l'Institut Médiascopie afin d'y développer une méthode de mesure des réactions des téléspectateurs en temps réel - la médiascopie -, qui a été appliquée, à partir de 1983, à de nombreuses émissions de télévision. En 1997, il crée L'Observatoire du débat public, organisme privé indépendant de veille sociologique, qui analyse l'évolution des opinions et des représentations sociales des Français, au travers des grands thèmes du débat public. Il enseigne dans le master "Communication politique et sociale" du département de sciences politiques de l’université de Paris-I Panthéon-Sorbonne, ainsi que dans le Séminaire “Jeunes leaders politiques” de l’Institut Aspen, dont il fait partie du jury de sélection. Il crée et développe, en 2008, une méthode originale de mesure de l'opinion, fondée sur le recueil du jugement des Français sur "les mots" qui constituent un sujet (thème du débat public, entreprise, territoire...).
Il a été un des premiers spécialistes des médias à s'intéresser au phénomène de la « peopolisation du politique » en France. Dans une interview publiée dans le quotidien Libération, le 5 septembre 2006, il décrit le phénomène comme une communication qui délivre un sens sans que le « médiaconsommateur » ait besoin de lire ou de comprendre, « un signe de la détérioration du lien démocratique ».

## Œuvres
Chroniqueur à Libération et à France Info, il a publié six ouvrages :
- 2013. La France des illusions perdues (coll.). Paris: L'Aube/Le Monde.
- 2013. Les mots de la crise. Paris: Eyrolles.
- 2008 (avec François Jost). Le téléprésident. Essai sur un pouvoir médiatique. Paris: L’Aube (reéd. mars 2011).
- 2007. La croyance et la conviction. Les nouvelles armes du politique. Paris: L’Aube.
- 2006. La mal info, enquête sur des consommateurs de médias. Paris: L’Aube.
- 2022. Le son du vivant. Paris : L’Aube

Dans La mal info, Denis Muzet aborde l'information comme un bien de consommation, et non sous l'angle de la production journalistique. Il a défini le terme de médiaconsommateur pour décrire le public des médias d'information. Selon son éditeur, « il montre comment l'individu cherche aujourd'hui à s'informer, moins pour comprendre le monde que pour calmer une peur permanente, dans un environnement qu'il perçoit de plus en plus anxiogène. À l'heure des médias omniprésents et de l'info en continu, le " médiaconsommateur " absorbe les nouvelles partout et tout le temps, au plus vite et au plus simple. » Denis Muzet estime ainsi que, après la malbouffe, la France serait entrée dans l'ère de la « mal info ».
Dans son ouvrage La croyance et la conviction, Denis Muzet explore la détérioration du lien entre les dirigeants et les citoyens au cours du dernier quart de siècle et analyse comment ce lien s'est renoué à l'approche de l'élection présidentielle de 2007, sur la base de "postures de parole" qui font appel à la foi et aux symboles plutôt qu'à la conviction argumentative.
Dans “Le Téléprésident”, il analyse, avec François Jost, comment Nicolas Sarkozy s'est fait élire grâce à une écriture médiatique inédite, rencontre d'un homme et d'un média - la télévision -, ainsi que les limites de la gouvernance médiatique mise en place à son arrivée à l'Élysée, jusqu'à ce que l'échec de cette gouvernance médiatique soit avéré.
Dans “Les mots de la crise”, il analyse comment, à partir de l'été 2008, la crise a été parlée et racontée et quels effets ses mots ont produit sur nos concitoyens.
Dans “La France des illusions perdues”, ouvrage collectif qu'il a dirigé réunissant notamment les contributions de Nicolas Baverez, Laurent Davezies, Daniel Cohn-Bendit, Cynthia Fleury, Michel Godet, ou encore Gilles Finchelstein, il analyse comment, dans le “champ de ruines” qu'est devenu la politique, les étoiles tombent comme des météorites, nourrissant les désillusions politiques, économiques et sociales ; et conclut à la nécessité, pour les politiques, de tracer des récits de long cours.
Dans “Le son du vivant”, il développe l’idée que, dans une société du bruit, l’écoute est en danger et explore les chemins d’une reconquête de l’écoute, qui passent par l’individu, mais aussi par le politique. Il conclut en appelant de ses vœux la fondation d’une nouvelle discipline  “l’écoulogie du monde”, car selon lui il n’y a pas d’écoute sans écologie et pas d’écologie sans écoute.

## Création sonore
Après avoir cédé en 2016 l'Institut Médiascopie au cabinet Elabe dirigé par Bernard Sananès, Denis Muzet revient à sa première passion, le son et la musique. Secrétaire général de la Fédération Nationale des Associations Musicales Universitaires dans les années 70, chercheur au côté de François Delalande au Groupe de Recherches Musicales de l'INA, auteur notamment d'un ouvrage sur “Le pouvoir des sons” (Cahiers Recherche Musique INA GRM n° 6 - 1978), parmi les premiers chercheurs à s'intéresser aux paysages sonores, il travaille ensuite dans le studio de musique électroacoustique installé à l'Université de Strasbourg par Abraham Moles, compagnon de route de Pierre Schaeffer et de Hermann Scherchen. Aujourd'hui compositeur, il publie en 2018 un premier album, Le Pavillon fou, “l'histoire d'un pavillon hanté de corps sonores qui se meuvent et se transforment entre Loire et L'Ouïr” : http://soundcloud.com/user-483953214
Depuis 2018 Denis Muzet se consacre entièrement à la musique électroacoustique, au field recording et à l’écologie sonore. Il fonde en 2019, avec l’artiste plasticienne Madlen Herrström, le groupe artistique Soundmark, dont l’objet est de relever les empreintes sonores des territoires. Ensemble ils créent en 2020 “La forêt déconfinée”, une œuvre vidéo qu’ils présentent à la Chapelle Sainte-Anne de Tours-La Riche (Indre-et-Loire). Ils ouvrent l’année suivante à Montsoreau (Maine-et-Loire) “L’Atelier des empreintes”, lieu d’art contemporain présentant des expositions d’œuvres plasticiennes et sonores. Ils entrent ensuite en résidence au Blockhaus DY10 de l’Ile-de-Nantes pour créer une œuvre vidéo (“DéambulatYons10”, un siècle d’empreintes sonores d’un Blockhaus, de 1941 à 2041) qui sera présentée dans ses murs en mai 2022. Entre temps leurs enfants, Selma et Victor Muzet-Herrström les ont rejoint au sein de Soundmark pour apporter leurs compétences artistiques, la création textile pour la première, la création graphique et le motion designpour le second. La même année ils publient dans Le Courrier de l’Ouest sept “Cartes postales sonores de l’été”[1]. Denis Muzet fait un TedX à Tours dans la foulée. En janvier 2023 Soundmark organise une table-ronde à Saumur, dans le cadre de la Semaine du Son UNESCO, “À l’écoute de nos territoires”, dont il réalise et produit le podcast[2].
[1] https://www.ouest-france.fr/environnement/ecologie/saumur-la-carte-postale-sonore-de-l-ete-1-bufo-bufo-a-fontevraud-632bb092-d457-11ec-8cf8-13e381b3bad5
[2] https://www.soundmark.fr/podcast/